# CFC1
CFC1 (англ. Cripto, FRL-1, cryptic family 1) – білок, який кодується однойменним геном, розташованим у людей на короткому плечі 2-ї хромосоми.  Довжина поліпептидного ланцюга білка становить 223 амінокислот, а молекулярна маса — 24 612.
| 10         |  | 20         |  | 30         |  | 40         |  | 50         |
| ---------- |  | ---------- |  | ---------- |  | ---------- |  | ---------- |
| MTWRHHVRLL |  | FTVSLALQII |  | NLGNSYQREK |  | HNGGREEVTK |  | VATQKHRQSP |
| LNWTSSHFGE |  | VTGSAEGWGP |  | EEPLPYSRAF |  | GEGASARPRC |  | CRNGGTCVLG |
| SFCVCPAHFT |  | GRYCEHDQRR |  | SECGALEHGA |  | WTLRACHLCR |  | CIFGALHCLP |
| LQTPDRCDPK |  | DFLASHAHGP |  | SAGGAPSLLL |  | LLPCALLHRL |  | LRPDAPAHPR |
| SLVPSVLQRE |  | RRPCGRPGLG |  | HRL        |  |            |  |            |

A: Аланін

C: Цистеїн

D: Аспарагінова кислота

E: Глутамінова кислота

F: Фенілаланін

G: Гліцин

H: Гістидин

I: Ізолейцин

K: Лізин

L: Лейцин

M: Метіонін

N: Аспарагін

P: Пролін

Q: Глутамін

R: Аргінін

S: Серин

T: Треонін

V: Валін

W: Триптофан

Кодований геном білок за функцією належить до білків розвитку. 
Задіяний у таких біологічних процесах як гаструляція, поліморфізм. 
Локалізований у клітинній мембрані, мембрані.
Також секретований назовні.